# Clemmons
Clemmons é uma vila localizada no estado norte-americano de Carolina do Norte, no Condado de Forsyth.

## Demografia
Segundo o censo norte-americano de 2000, a sua população era de 13.827 habitantes.
Em 2006, foi estimada uma população de 16.730, um aumento de 2903 (21.0%).

## Geografia
De acordo com o United States Census Bureau tem uma área de
28,0 km², dos quais 27,7 km² cobertos por terra e 0,3 km² cobertos por água. Clemmons localiza-se a aproximadamente 267 m acima do nível do mar.

## Localidades na vizinhança
O diagrama seguinte representa as localidades num raio de 20 km ao redor de Clemmons.